# Превенция
 Тази статия е за правното понятие.  За превенцията в медицината вижте Профилактика.  
Превенцията (на латински: praeventio – изпреварвам, предупреждавам; на английски: prevention) е термин от пеналистиката, с който се означават предварителните правоохранителни мерки насочени към предотвратяване извършването на престъпления и други правонарушения.

## Видове
- Обща или Генерална превенция;
- Частна или Специална превенция – насочена е към предотвратяване извършването на престъпления от конкретен правонарушител съобразно индивидуалните особености и спецификата на престъпната дейност с цел:

1. Да се поправи и превъзпита – да въздейства върху интелекта на осъдения с цел неповтаряне на престъплението за в бъдеще, както да подтикне осъдения към промяна на неговия мироглед, така че той да започне да се съобразява с установените в обществото правила и добри нрави;
2. Предупредително психологическо въздействие върху волята на деца – сплашвайки го, да създаде в него контрамотив към извършването на ново престъпление;
3. Препятстващо въздействие – да му отнеме физическата възможност да извърши ново престъпление.